# 大貫卓也
大貫 卓也（おおぬき たくや、1958年 - ）は、日本のクリエイティブディレクター、アートディレクター、グラフィックデザイナー。大貫デザイン代表。多摩美術大学教授。

## 人物
東京都出身。桐朋高校、多摩美術大学グラフィックデザイン科卒業（1980年）。同年博報堂入社。新人の頃に任されたとしまえんの仕事でいきなり東京ADC賞を受賞。以降次々と話題作を世に出し「クリエイティブの博報堂」の象徴的存在となる。当時大貫が在籍していた同社の「宮崎グループ」は金鳥のCMなどで知られる電通関西「堀井組」と並ぶ名物チームとして業界にその名を轟かせ、優秀な美大生たちが次々と就職した。そのシンプルで強力な作風は佐藤可士和を初めとする多くのグラフィックデザイナーに影響を与えた。
1993年1月に退社し大貫デザイン設立。その後ペプシコーラのボトルキャップ・キャンペーンや新潮文庫の「Yonda?」といったプロモーション施策、ボトルデザインから手がけた資生堂の「TSUBAKI」、20色の本体を展開したソフトバンクモバイルの「PANTONE」キャンペーンなど、単なる広告制作というよりは商品を売るための施策全体を設計する仕事が目立っている。
2010年、「FLOWERS -フラワーズ-」で企画・製作総指揮を担当。
2002年4月から2015年3月まで多摩美術大学美術学部グラフィックデザイン学科客員教授、2015年4月より同専任教授に就任。
2019年、女優の池田昌子と再婚。

## 主な作品
- 「プール冷えてます」「史上最低の遊園地」（としまえん）
- 「DRINK.ROLLING-K」（三楽オーシャン）
- 「一度でいいから、飲んでくれ。」（三楽オーシャン）
- 「hungry?」（日清カップヌードル）
- 「Jリーグ」（ロゴマーク）（日本プロサッカーリーグ）[2]
- 「ペプシマン」（ペプシコーラ）
- 「GET! STARWARS」（ペプシコーラ）
- 「Yonda?」（新潮社）
- 「NUDE OR LAFORET.」（ラフォーレ原宿）
- 「愛知万博」（ロゴマーク）
- 「TSUBAKI」（資生堂）
- 「SoftBank」（ロゴマーク）（ソフトバンク、福岡ソフトバンクホークス[3]、ソフトバンクモバイル）
- 「FLOWERS -フラワーズ-」（映画）

## 主な著作
- 大貫卓也全仕事（広告批評の別冊 : 7）（マドラ出版／1992年）
- Advertising is - Takuya Onuki Advertising Works 1980-2010（グラフィック社／2017年）[4]

## 主な受賞
- 東京ADC賞（1981年、1986年）
- 東京ADC最高賞（1987年）
- 東京ADC会員賞（1989年、1991年、1993年-2002年）
- 東京ADC会員最高賞（1990年、1992年）
- 東京ADC賞グランプリ（2018年）
- ニューヨークADC金賞（1992年）、銀賞（1992年、1993年）
- カンヌ国際広告祭グランプリ（1992年）、金賞（1993年、1995年）、銀賞（1994年）
- 亀倉雄策賞（2022年）

## 関連人物
- 佐藤可士和
- 野田凪
- 吉田ユニ
- 佐野研二郎